# Tetraposporium ravenelii
Tetraposporium ravenelii är en svampart som först beskrevs av Mordecai Cubitt Cooke, och fick sitt nu gällande namn av S. Hughes 1951. Tetraposporium ravenelii ingår i släktet Tetraposporium, divisionen sporsäcksvampar och riket svampar.   Inga underarter finns listade i Catalogue of Life.